# Oliver Pink
Oliver Pink (* 6. Jänner 1973 in Klagenfurt am Wörthersee) ist ein österreichischer Journalist der Tageszeitung Die Presse.

## Leben
Oliver Pink wurde im Jahr 1973 in der Kärntner Landeshauptstadt Klagenfurt geboren und studierte Medizin. Er war für die Kleine Zeitung in Klagenfurt und Wien tätig. Anschließend arbeitete er für das Nachrichtenmagazin Profil. Er schreibt seit 2005 für Die Presse, dort seit 2009 die satirische Kolumne PIZZICATO, und ist seit 2013 Leiter des Ressorts Innenpolitik.

## Werke
- Andreas Khol, Günther Ofner, Stefan Karner, Dietmar Halper (Hrsg.): Österreichisches Jahrbuch für Politik 2016. Böhlau, Wien / Köln / Weimar 2017, ISBN 978-3-205-20435-0, Die Ära Faymann. Wer war Werner Faymann? Und was bleibt von seiner Kanzlerschaft?, S. 231–236.
- Nation. In: Rainer Nowak, Norbert Mayer (Hrsg.): Gehört der Islam zu Österreich? Molden, Wien / Graz / Klagenfurt 2017, ISBN 978-3-222-15000-5, S. 51 ff. (ff.#v=onepage eingeschränkte Vorschau in der Google-Buchsuche).
- Ein schwieriger Umgang. In: Rainer Nowak, Erich Kocina (Hrsg.): Gehört der Islam zu Österreich? Molden, Wien / Graz / Klagenfurt 2017, ISBN 978-3-222-15004-3, S. 21 ff.